# Sonny Kittel
Sonny Kittel (Gießen, Hesse, Alemania, 6 de enero de 1993) es un futbolista alemán que juega como mediocampista en el Grasshoppers de la Superliga de Suiza.

## Clubes
| Club                                    | País      | Año       |
| --------------------------------------- | --------- | --------- |
| Eintracht Fráncfort                     | Alemania  | 2010-2016 |
| F. C. Ingolstadt 04                     | Alemania  | 2016-2019 |
| Hamburgo S. V.                          | Alemania  | 2019-2023 |
| Raków Częstochowa                       | Polonia   | 2023-2024 |
| Western Sydney Wanderers F. C. (cedido) | Australia | 2024      |
| Grasshoppers                            | Suiza     | 2024-     |